# Кечкемет
Ке́чкемет (угор. Kecskemét) — місто в центральній частині Угорщини, у регіоні Південний Великий Альфельд, адміністративний центр медьє Бач-Кішкун. Восьме за величиною місто країни, населення — 110 813 осіб (2017).

## Географія і транспорт
Кечкемет знаходиться за 86 км на південний схід від Будапешту і на такій же відстані на північний захід від Сегеда. Через місто проходить автомагістраль Будапешт — Кечкемет — Сегед, інші дороги йдуть на захід до Шольту і на схід, у бік Кунсентмартона і Бекешчаби. В місті є залізнична станція, час в дорозі на поїзді від Будапешту — 1 ч. 20 хв.

## Етимологія
Назва міста походить від угорського слова угор. kecske, козел і відображає давні тваринницькі традиції регіону. Козел зображений також на гербі міста.

## Історія
Стародавні поселення, що існували на місці Кечкемета були повністю знищені навалою монголів в XIII столітті. Але завдячуючи вигідному географічному розташуванню на перехресті торгових шляхів Кечкемет швидко був відновлений, в 1348 році король Людвік I Великий дарував йому права міста.
В XVI-XVII століттях місто, як і вся Центральна Угорщина було під владою Османської імперії, але Кечкемет користувався пільгами платити податки напряму будайському паші, завдячуючи чому знаходився під його протекцією і уник руйнувань і тотальних грабежів.
В XVIII столітті в околицях міста інтенсивно розвивалось тваринництво, в XIX столітті його почало витісняти виноградництво і садівництво. До кінця XIX століття Кечкемет переторився в важливий торговий центр регіону, благополуччя міста відбилось на його внутрішньому обліку, тут були збудовані декілька розкішних палаців в стилі ар-нуво, нова ратуша, церква і гімназія ордена піарів та інші примітні будівлі.
Після Другої Світової війни в місті було збудовано декілька індустріальних підприємств, в 1950 році Кечкемет став столицею найбільшого за площею угорського медьє Бач-Кішкун. В 1975 році незаймані степові території поруч з містом були об'єднані в національний парк Кішкуншаг.

## Пам'ятки
- Міська ратуша
- Міський собор
- Католицька церква св. Міклоша
- Лютеранська церква
- Гімназія і церква піарів
- Синагога
- Палац «Cifra Palota» (дослівно «Прикрашений палац»)
- Міський театр
- Православна церква (або Троїцька церква).

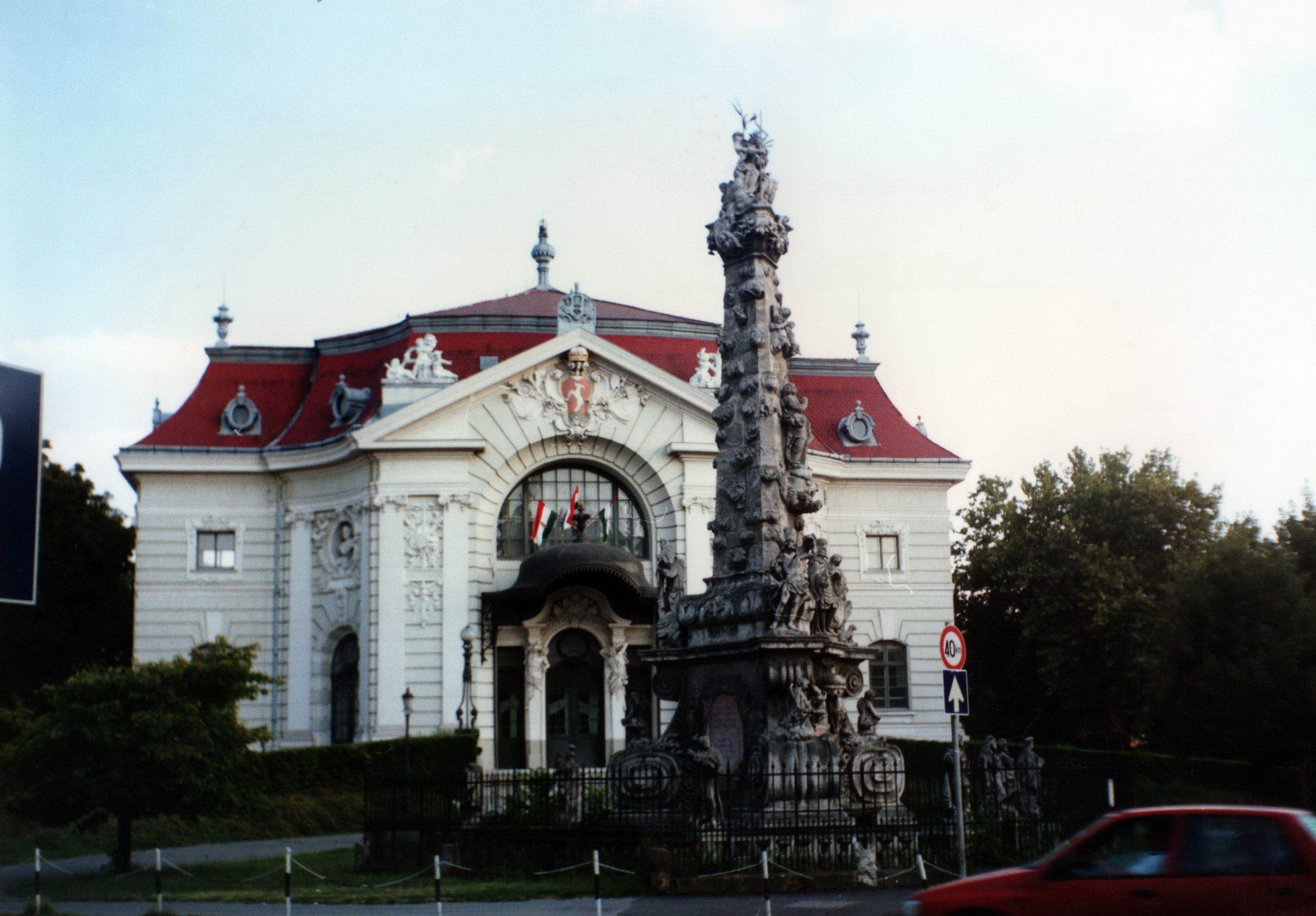
Театр Йожефа Катони
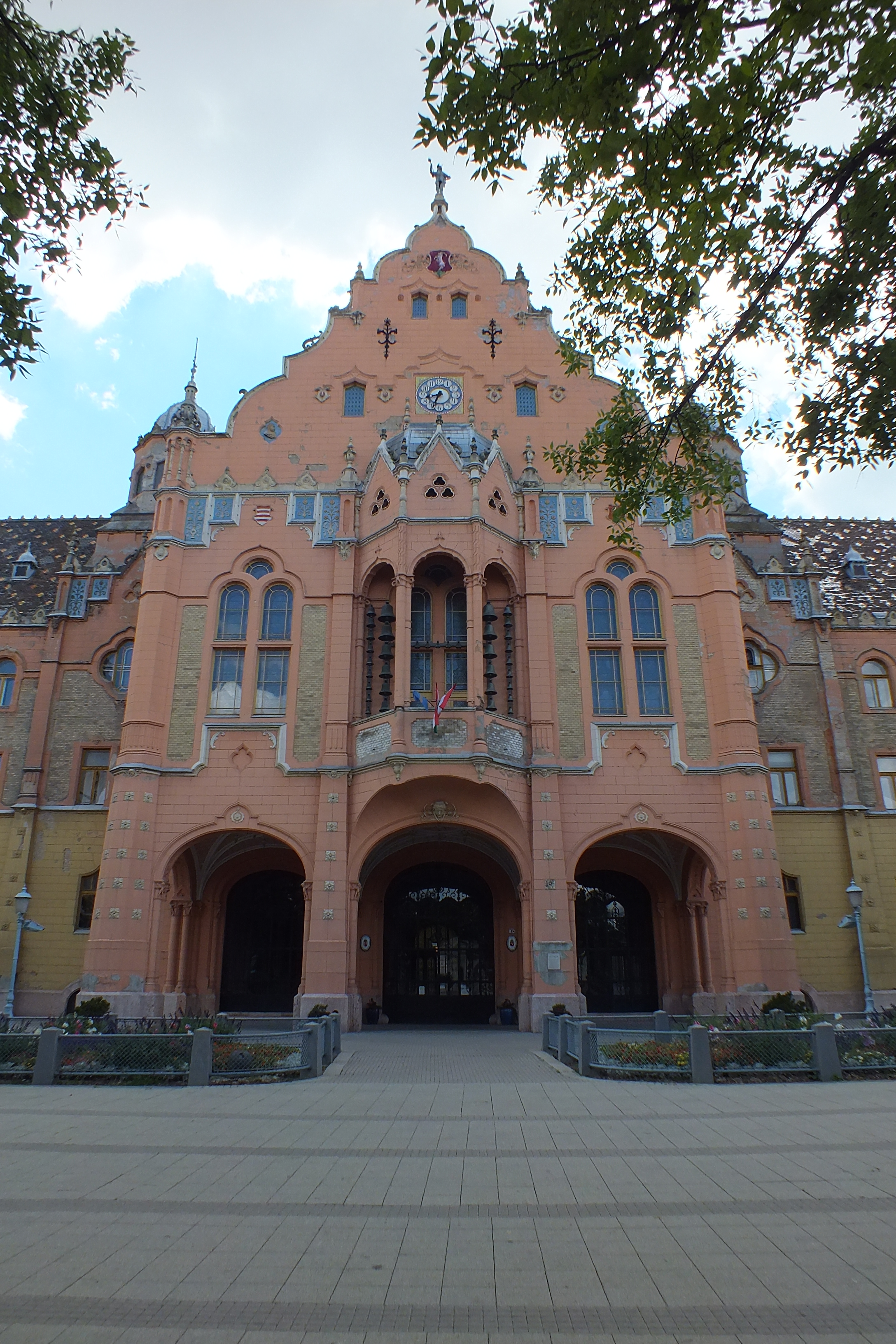
Ратуша міста Кечкемет
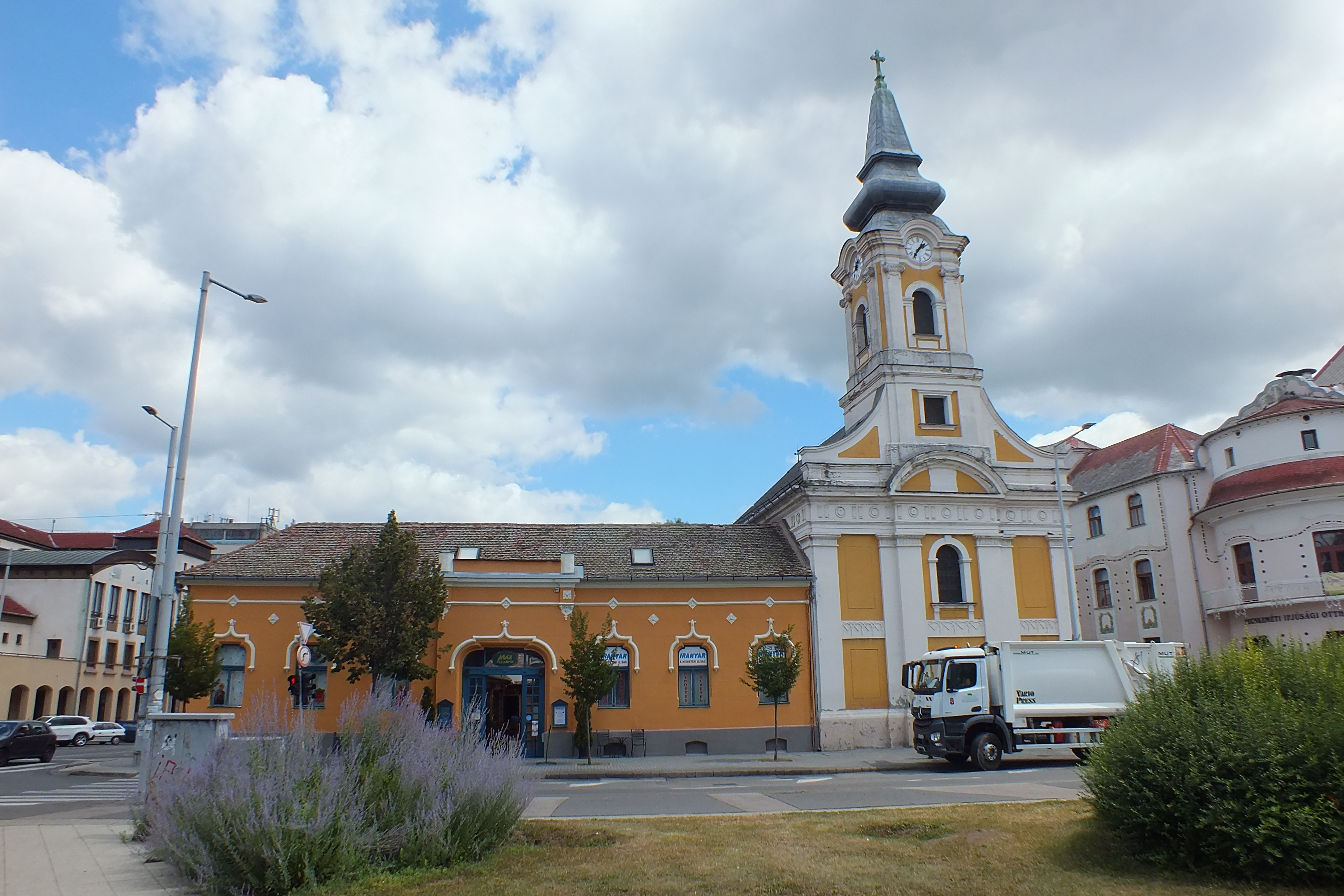
Православна церква Кечкемет
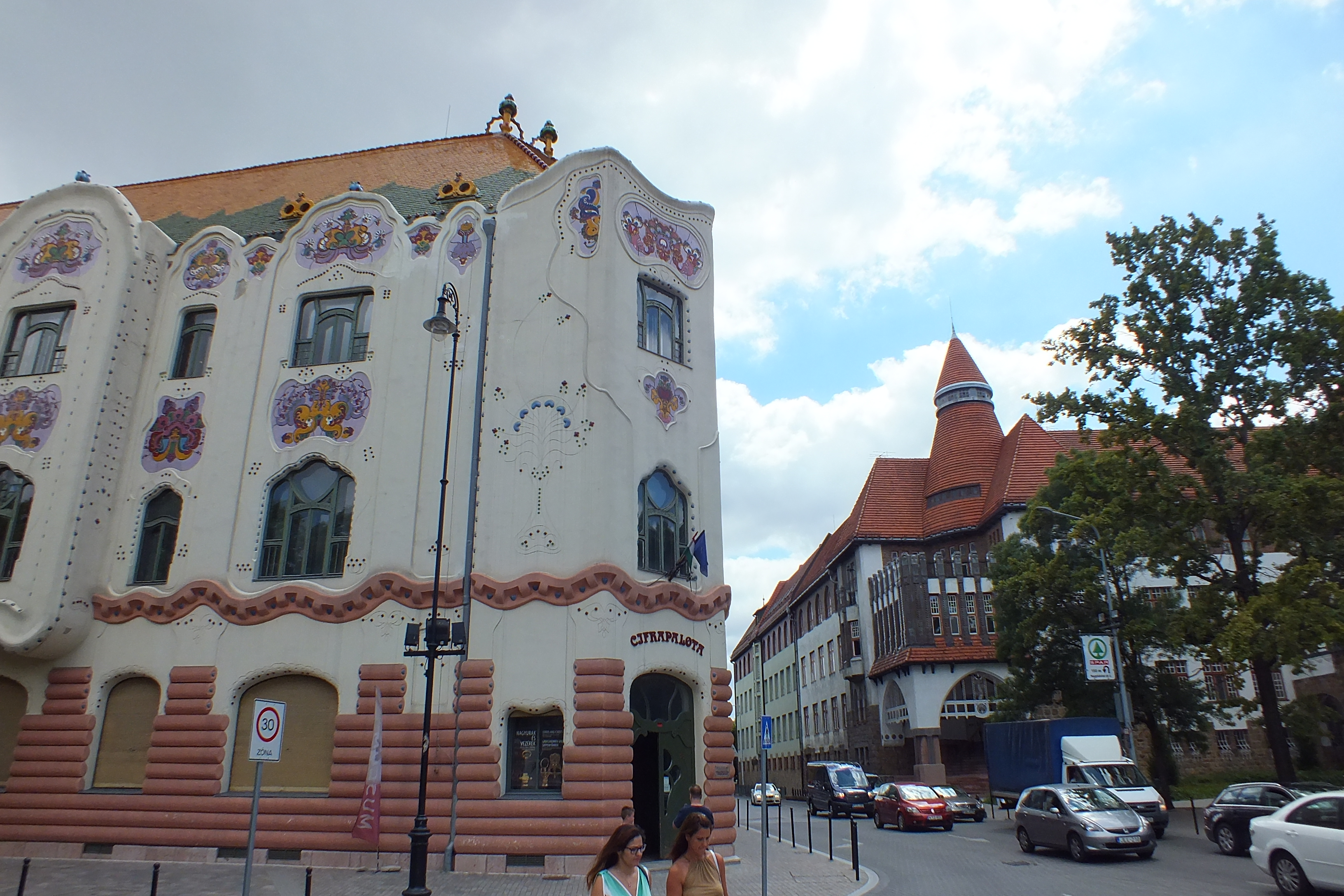
галерея в Кечкеметі "Cifra palota"

## Міста-побратими
- Аоморі (Японія)
- Гювінкяа (Фінляндія)
- Рюссельсгайм (Німеччина)
- Ковентрі (Велика Британія)
- Дорнбірн (Австрія)
- Тиргу-Муреш (Румунія)
- Галанта (Словаччина)
- Лінчепінг (Швеція)
- Сімферополь (Україна)
- Берегове (Україна)
- Аркей (Франція)
- Нагарія (Ізраїль)
- Віборг (Данія)
- Текірдаг (Туреччина)

## Цікавинки
Кечкемет відомий в країні і за межами як столиця виробництва відомої абрикосової палінки (угор. barack palinka). Крім вживання як алкогольний напою, кечкеметська палінка використовується для виготовлення десертів і коктейлів. Великим поціновувачем цього напою був король Англії Едуард VIII
Щороку наприкінці вересня проводиться ярмарок з нагоди Дня міста, де можна придбати речі вироблені власноруч за старовинними технологіями.

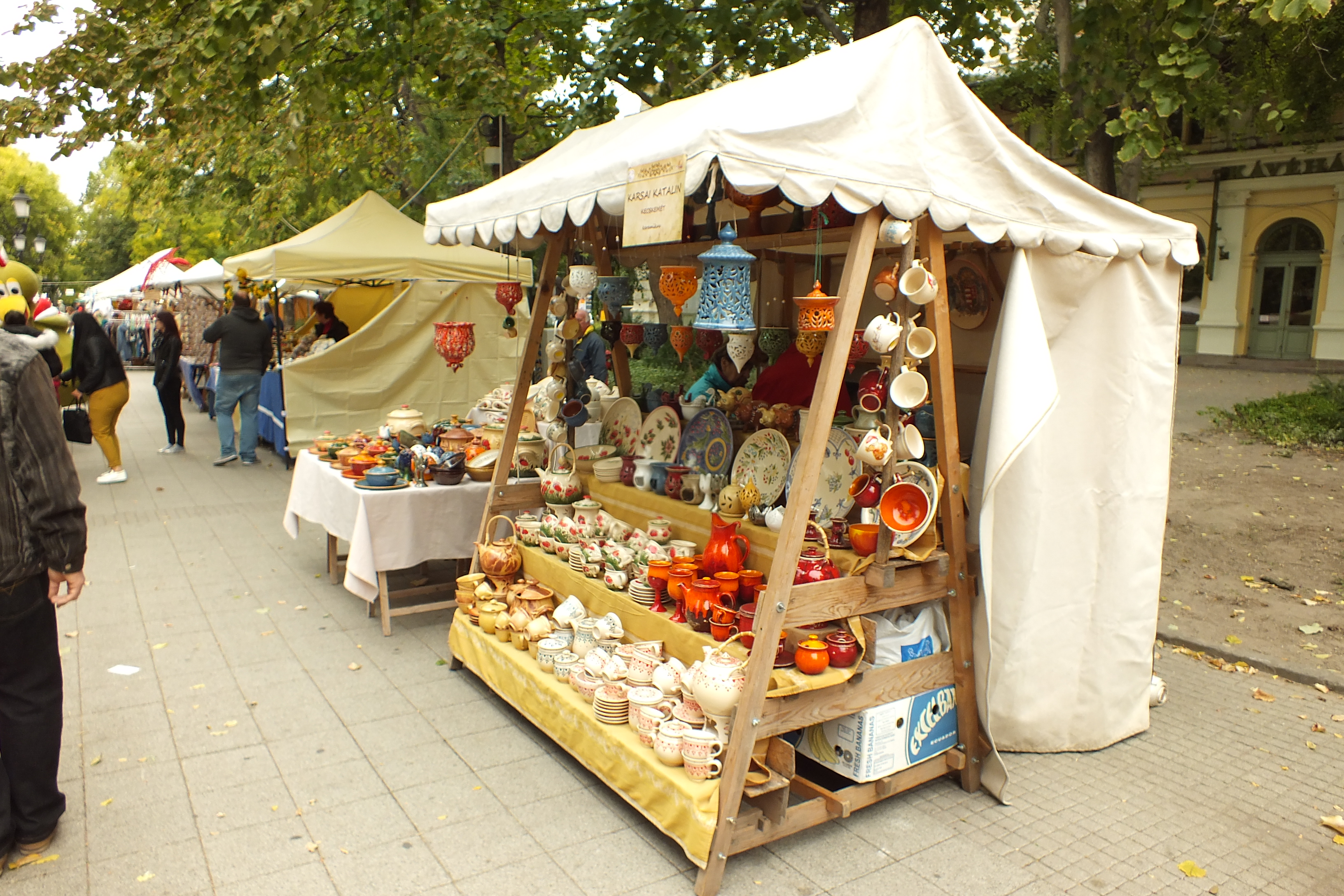
ярмарок на День міста Кечкемет 2018 керамічний посуд